# Ctenolimnophila bivena
Ctenolimnophila bivena är en tvåvingeart som beskrevs av Alexander 1921. Ctenolimnophila bivena ingår i släktet Ctenolimnophila och familjen småharkrankar. Inga underarter finns listade i Catalogue of Life.